# Municipio de Lawrenceburg
El municipio de Lawrenceburg (en inglés: Lawrenceburg Township) es un municipio ubicado en el condado de Dearborn en el estado estadounidense de Indiana. En el año 2010 tenía una población de 10985 habitantes y una densidad poblacional de 174,47 personas por km².

## Geografía
El municipio de Lawrenceburg se encuentra ubicado en las coordenadas 39°7′20″N 84°52′31″O / 39.12222, -84.87528. Según la Oficina del Censo de los Estados Unidos, el municipio tiene una superficie total de 62.96 km², de la cual 60.75 km² corresponden a tierra firme y (3.52%) 2.21 km² es agua.

## Demografía
Según el censo de 2010, había 10985 personas residiendo en el municipio de Lawrenceburg. La densidad de población era de 174,47 hab./km². De los 10985 habitantes, el municipio de Lawrenceburg estaba compuesto por el 94.8% blancos, el 1.92% eran afroamericanos, el 0.23% eran amerindios, el 0.7% eran asiáticos, el 0.02% eran isleños del Pacífico, el 0.4% eran de otras razas y el 1.93% pertenecían a dos o más razas. Del total de la población el 1.35% eran hispanos o latinos de cualquier raza.